# Subsydencja
Subsydencja to powolne obniżanie się pewnych obszarów skorupy ziemskiej, spowodowane przez procesy endogeniczne, głównie tektoniczne. 
Długotrwała subsydencja prowadzi do powstawania basenów sedymentacyjnych i gromadzenia się w nich osadów o dużej miąższości. Zjawisko to zachodzi, np. w Kalifornii, w Morzu Czerwonym, w Holandii, w Wenecji. 
Współczesną subsydencję można określić za pomocą pomiarów satelitarnych.
Jednym z pierwszych badaczy subsydencji był francuski geolog Pierre Pruvost.